# Willem de Kooning

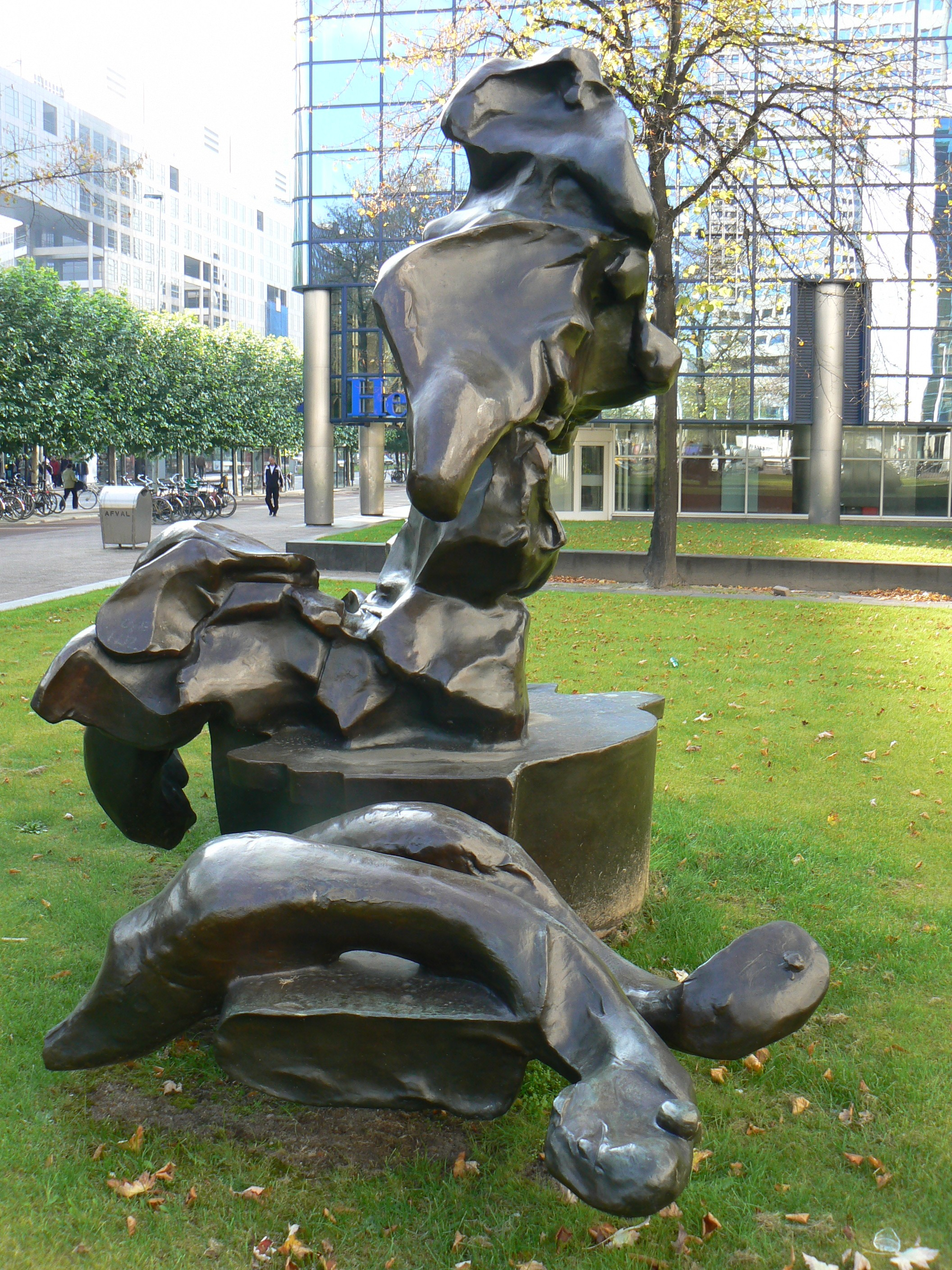
Álló női figurák
De Kooning szobra Rotterdamban

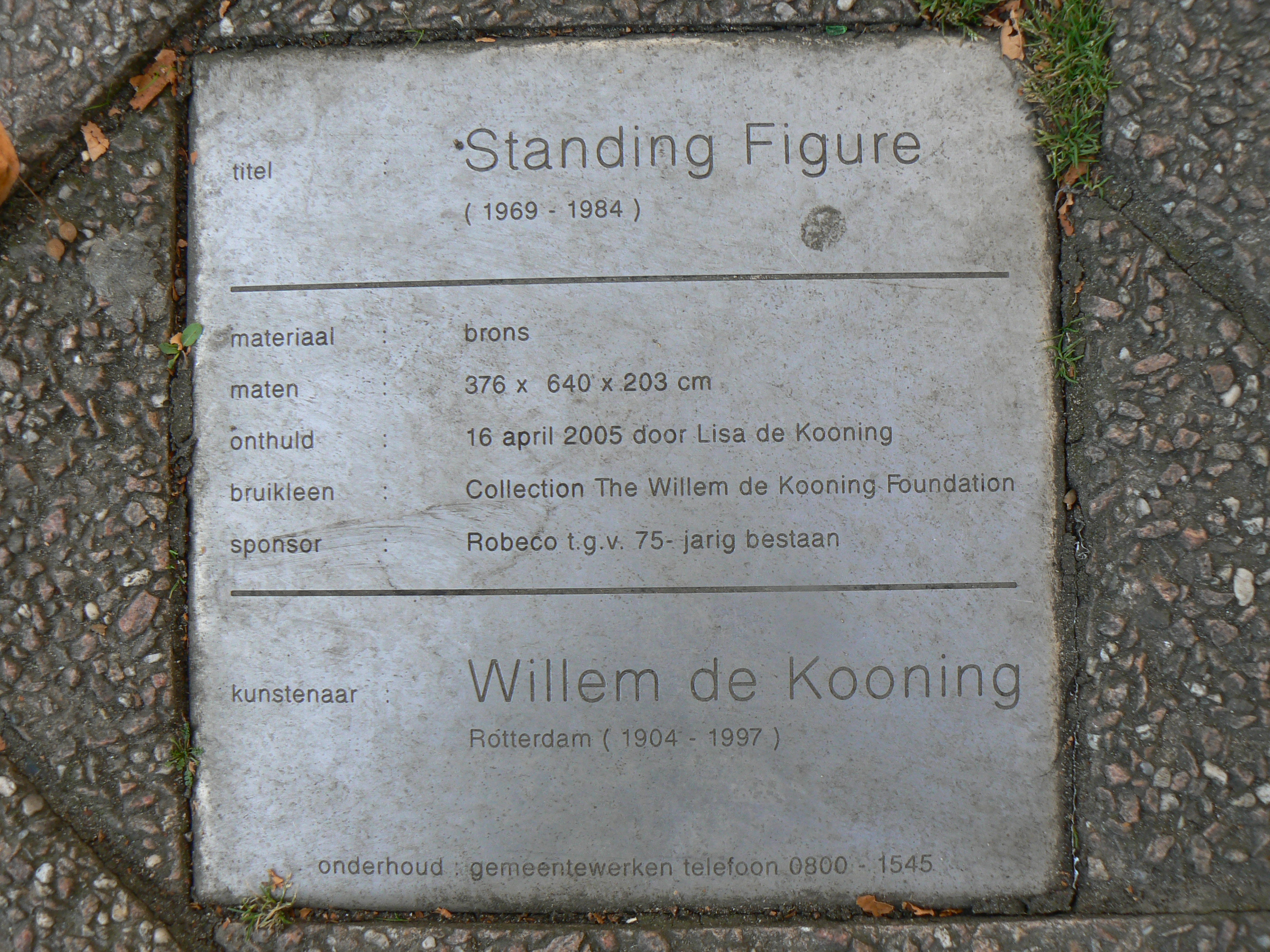
A rotterdami szobor adatai,
állíttatta Lisa de Kooning, a képzőművész leánya

Willem de Kooning (Willem Kooning 1937-ig) (Rotterdam, 1904. április 24. – New York, 1997. március 19.) holland képzőművész, 1926-ban az Amerikai Egyesült Államokban telepedett meg, s ott az absztrakt expresszionizmus elismert képviselőjévé vált.

## Életpályája

### Gyermekkor
Kereskedő családból származott, apja bor- és italkereskedéssel foglalkozott, anyja egy bárt vezetett a rotterdami kikötő közelében. 1907. január 7-én a szülei elváltak. A fiú kezdetben apjával, később anyjával élt.
1916-ban a serdülő Kooning egy lakberendezési céghez állt be inasnak. Ezzel egy időben beiratkozott a rotterdami képzőművészeti akadémia esti tagozatára. Általános akadémiai képzésben részesült, amely főleg művészettörténeti előadásokból állt, itt hallott a De Stijl irányzatról és a barbizoni iskoláról, egyben lehetősége nyílt tipográfiai ismereteket szerezni, s megismerkdnie a fa- és márványszobrászttal.
De Kooning ekkor még nem gondolt arra, hogy festő legyen. Később így nyilatkozik erről az időszakról: „Amikor az akadémián voltunk és lakberendezéssel foglalkoztunk, hogy keressünk egy kis pénzt, úgy tűnt, mintha a festészet az érdeklődési körünkön kívül lenne. Öregeknek való foglalatosságnak tartottuk. A festékkel teli paletta gondolata meglehetősen őrült ötletnek tűnt. Az, hogy valaki modern művész akar lenni, akkoriban nem volt semmi összefüggésben a festészettel.”
1920-ban Willem Kooning megszakította tanulmányait, és Bernard Romein mellé szegődött asszisztensnek. Romein egy szecessziós stílusú termékeket és szolgáltatásokat kínáló nagy üzlet igazgatója volt, a nála való munka jó pénzkereseti forrásnak bizonyult.

### Ifjúkor
1924-ben Kooning néhány barátjával Belgiumba utazott, bejárta az országot, valamint a helybéli múzeumokat. Eljárt a brüsszeli Királyi Szépművészeti Akadémia előadásaira, megélhetését pedig kisebb reklámmunkákkal biztosította. Egy évvel később visszatért Rotterdamba, befejezte tanulmányait és megkapta a rotterdami Szépművészeti Akadémia diplomáját.
Egy ideig nem tudta, mihez kezdjen. Váratlanul támadt egy ötlete, elindult az Új Világ felé. Egy, az Egyesült Államokba tartó hajóra szállt, amelyiken az óceánjáró gépházát takarította. Később így mesél erről: „Kalandos utazásom alatt múzsáim egy pillanatra sem hagytak magamra.” 1926. július 15-én Kooning barátjával, Leo Cohannel együtt partra szállt a virginiai Newport Newsban.
Mindenekelőtt hozzá kell szoknia az új körülményekhez. Kooning kezdetben csalódottnak tűnt: "Ahol most lakom, valahogy Hollandiára emlékeztet, egy lapos ország, amely hasonlít ahhoz, amelyet éppen elhagytam. Mi az ördögnek jöttem ide? (…) Nem emlékszem felhőkarcolókra, elvesztek a ködben. Felszálltam hát a Hobokenbe tartó kompra. Matrózbarátaim ismertek egy holland házat, elkísértek erre a matrózszállásra, amely egy családi panzióra emlékeztetett. A tulajdonosnő, hála istennek, három hétig mindent hitelben adott. Ez egy szép, rendes ház volt. Nagyon tetszett.” Kooningnak először munkát kellett találnia. Nem volt vele gondja, Hobokenbe érkezése után alig egy héttel már szobafestőként dolgozott. Napi kilenc dollárt keresett, ami akkoriban nem volt kevés, és lassan kezdte megbecsülni az új országot. 1927-ben New Yorkba költözött, a Greenwich Village-be, a 42. utcába. Szakmai tapasztalatai napról napra gazdagodtak. Ácsként, kirakatrendezőként és illegális táncos lokálok (ez a szesztilalom időszaka) lakberendezőjeként dolgozott.
Ebben az időben több művészt is megismert. A Greenwich Village-ben uralkodó hangulat felébresztette ifjúkori művészi ambícióit. „Sok időre volt szükségem ahhoz, hogy vasárnapi festőből, akit folyamatosan más munka köt le, az órák hosszat a festészetre összpontosító, és apróbb munkákat csak néha vállaló festővé váljak. Ez nem egy fejlődési folyamat eredménye volt, sokkal inkább egy új pszichológiai hozzáállás… Csak azt kellett magamnak mondanom: művész vagyok, akinek ahhoz, hogy megéljen, valami mellékeset is kell csinálnia.”

### De Kooning alkotói fénykora

#### Felkészülés
New York egy meglepetésekkel teli város volt. Kooning nem számított arra, hogy itt ennyi művésszel fog találkozni. A holland emigráns szemszögéből nézve ugyanis a művészeti és kulturális forrongás kizárólag európai jellegzetesség. Ez a véleménye rövidesen megváltozott, fiatal és tehetséges New York-i művészeket ismert meg. 1928 nyarán Woodstockban, az amerikai művészek üdülővárosában Kooning megismerkedett az A.A.A. (American Abstracts Artists)]-csoport festőivel.
Két évvel később, 1930-ban Kooning munkásságára nagy hatást gyakorolt, hogy megismerkedett az örmény származású amerikai festővel, Arshile Gorkyval (1904–1948). „Nagyon, egyenesen hihetetlenül intelligens volt – írja Kooning. – Pontosan azt látta, amit észre kellett venni. Ösztönösen éreztem, hogy igaza van. (…) Műtermében az érintetlen tisztaság megkapó hangulata uralkodott. Munkái nagy hatással voltak rám, rajzai, képei és a hatalmas ecsethalom...több festéket használt és sokkal többet tudott, mint mások. Mintha megéreztem volna valamit, amit még nem tudtam pontosan meghatározni, és találkoztam az ilyen helyzetben éppen szükséges személlyel, ez természetesen vonzott”. New York kiváló lehetőségnek bizonyult arra is, hogy felfedezze a festészet mestereit. A modern európai festők művei meghódították a New York-i közönséget, de Kooning így a New York-i galériákban és múzeumokban megcsodálhatta Paul Klee, Henri Matisse és Pablo Picasso műveit. Gorkyval együtt kiállításokat és múzeumokat látogatva bejárták az egész várost.
Az 1930-as évek közepén de Kooning (1937-ben kiegészíti nevét a „de” szócskával) saját művészi útját keresve számos kis méretű – később megsemmisített – absztrakt képet festett. Vevőt azonban akkoriban nehéz volt találni. Az Egyesült Államokban még mindig érződött a nagy világgazdasági válság hatása. Végül a Roosevelt által bevezetett gazdasági program megváltásnak bizonyult a művészek számára is. Létrehozták a Work Progress Administrationt (WPA), a megrendelésekkel foglalkozó intézményt. De Kooning ennek köszönhetően, más alkotókkal együtt részt vett két középület falfestményeinek elkészítésében.
A bizonytalan anyagi helyzet nem kedvtelenítette el de Kooningot, folyamatosan új festőket és irodalmárokat ismert meg. Később így beszélt erről: „Ugyanúgy szeretek írók társaságában lenni, mint más művészek között. Nem gondolom, hogy az írók intelligensebbek, vagy ékesszólóbbak lennének a képzőművészeknél, mégis a velük folytatott beszélgetések nagyon ösztönzően hatnak rám. Akár azt is mondhatnám, hogy néha hallás után festek, ugyanis ezen beszélgetések alatt az általuk használt szavak alapján gondolataimban képek születnek. Szeretem mindenbe beleütni az orromat, az irodalomba, a képzőművészetbe, valamint a zenébe is.”

#### Beérkezés
A zene kísérni fogja a számára oly fontos találkozását Juliet Brownerrel, aki így emlékszik vissza erre: „A műterem nagy volt és fehér, benne pedig gramofonok és lemezek. Ott hallottam először Claude Debussy »Egy faun délutánja« című alkotását. Táncolni kezdtem. (…) Hát így nézett ki az első találkozásunk”. Kalandjuk néhány évig tartott, egészen addig a pillanatig, amíg Juliet Browner elhagyta a festőt, hogy feleségül menjen Man Rayhez (1890–1976), a híres fényképészhez.
De Kooning sok időt szentelt a megélhetését biztosító különféle munkákra. Illusztrációkat készített divatlapok részére, lakberendezéssel is foglalkozott. A művész mindvégig kapcsolatban maradt az A.A.A. csoport művészeivel, de soha nem csatlakozott hozzájuk, ugyanis meggyőződése volt, hogy ez az irányzat túl dogmatikus.
1942-ben de Kooning elutasította a részvételt a Peggy Guggenheim Galéria –az Art of This Century- megnyitása alkalmából rendezett kiállításon. Véleménye szerint a kiállító művészek túl közel állnak a szürrealizmushoz, amelyhez őt semmi sem kötötte. Az Európában dúló háború azt eredményezte, hogy számos művész megjelent New Yorkban, többségükben szürrealisták, akik Európából menekültek. Az Egyesült Államokban a helyi festők által kedvelt Max Ernst, Salvador Dalí, André Breton, sőt Piet Mondrian és Marcel Duchamp is a művészetet kedvelő közönségnek is kedvencei voltak. De Kooning a csodálóik körén kívül maradt. Ugyanakkor részt vett 1943-ban a New York-i Bingou Gallery által rendezett Twentieth Century Painting kiállításán. Ugyanebben az évben feleségül vette Elaine Friedet.
Végre elkezdtek beszélni róla. A Museum of Modern Art fényképeket kért műveiről. Hogy bejusson az irodába, ahol a találkozóra sor került, a művész vett a bejáratnál egy belépőjegyet. A kellemes beszélgetés után gyalog ment haza, ugyanis már nem maradt pénze jegyre, hogy hazautazzon a Carmine Streetre. Anyagi gondjai ellenére nem került a háttérbe. Művei iránt egyre jobban érdeklődtek a galériatulajdonosok, a kritikusok, és a New York-i értelmiségiek. 1948-ban az Egan Gallery megszervezte Willem de Kooning első egyéni kiállítását, ahol a művész főleg feketével és fehérrel festett képeket mutatott be. Ekkor figyelt fel rá az ismert kritikus, Clement Greenberg, aki 1948. április 24-i cikkében de Kooningot „tökéletesen absztrakt festőnek” nevezte. Két évvel később de Kooning Gorkyval és Jackson Pollockkal együtt képviselte a Museum of Modern Artot a velencei biennálén.

## Utazások és elismerés
De Kooning képei végre bekerültek a múzeumokba. Az ötvenes évek elején képeiből a Museum of Modern Art, valamint az Art Instiute of Chicago is vásárolt. Számos hozzáértő szemében Willem de Kooning az amerikai festészet megújításának legfontosabb képviselője. A kritika nagy lelkesedését kiváltó művei ugyanakkor nagyon gyakran sokkolták a közönséget. A Women (=Nők) sorozat 1952-ben készült első képe igazi vihart kavart. Ugyanakkor Európában de Kooning műveit meglehetősen hűvösen és nem minden képmutatás nélkül fogadták.
Semmi sem képes volt megállítani a festőt, aki a körülötte forrongó viták ellenére határozottan a maga útját járta, nem hagyta magát eltéríteni sem a pozitív, még kevésbé a negatív kritika által. 1956-ban megszületett a festő és Joan Ward lánya, Lisa. Két évvel később a művész átköltözött egy nagy műterembe, a Broadwayre. Az 54 éves festő utazgatni kezdett. 1958-ban Velencébe, egy év múlva pedig Rómába ment. Ez az utazás ihlette a kék tussal készített rajzai elkészítésére de Kooningot, 1955-től kezdve ezekben az alkotásokban jelentek meg először az anatómiai formák.
A nagy elismerésnek örvendő de Kooningot 1956-ban a Művészeti és Irodalmi Akadémia tagjává választották. Továbbra is holland állampolgár maradt. Az amerikai állampolgárságot csak 1962-ben sikerült megkapnia. Egyre gyakrabban fordult meg a fejében a gondolat, hogy a Long Island-beli East Hamptonba költözzék. 1951-től kezdve minden nyarat ebben a városban töltött. 1961-ben oda vitte át a saját tervei alapján készült műtermét, amely állandóan változott, mint ahogy képei is, melyeket folyamatosan módosított.
Egyre több kiállítása volt, amelyek miatt külföldi útjai egyre gyakoribbakká váltak. 1968-ban de Kooning Párizsba érkezett, ahonnan Hollandiába utazott tovább. Egy évvel később Japánba, majd Olaszországba ment, de utazásai közben sem hagyja abba az alkotást.
Az 1980-as évek évek közepén de Kooning az egyik legdrágább élő festő. Képei néha csillagászati áron keltek el.
A festő hivatalosan 1984-ben hagyta abba a festést. Ekkor már négy éve szenvedett Alzheimer-kórban. 1989-ben egészségi állapota annyira súlyosbodott, hogy már nem volt képes kezelni saját vagyonát. Ezt az Egyesült Államok legfelsőbb bíróságának döntése is alátámasztja. De Kooning még nyolc évig élt, 1997. március 19-én, 92 éves korában halt meg East Hamptonban.

## Festményeiből
- Pink Angels (1945)
- Secretary (1948)
- Untiteled (=Cím nélkül) (1948)
- Absztrakt (1949)
- Az asszony (1950)
- Asszony biciklivel (1950)

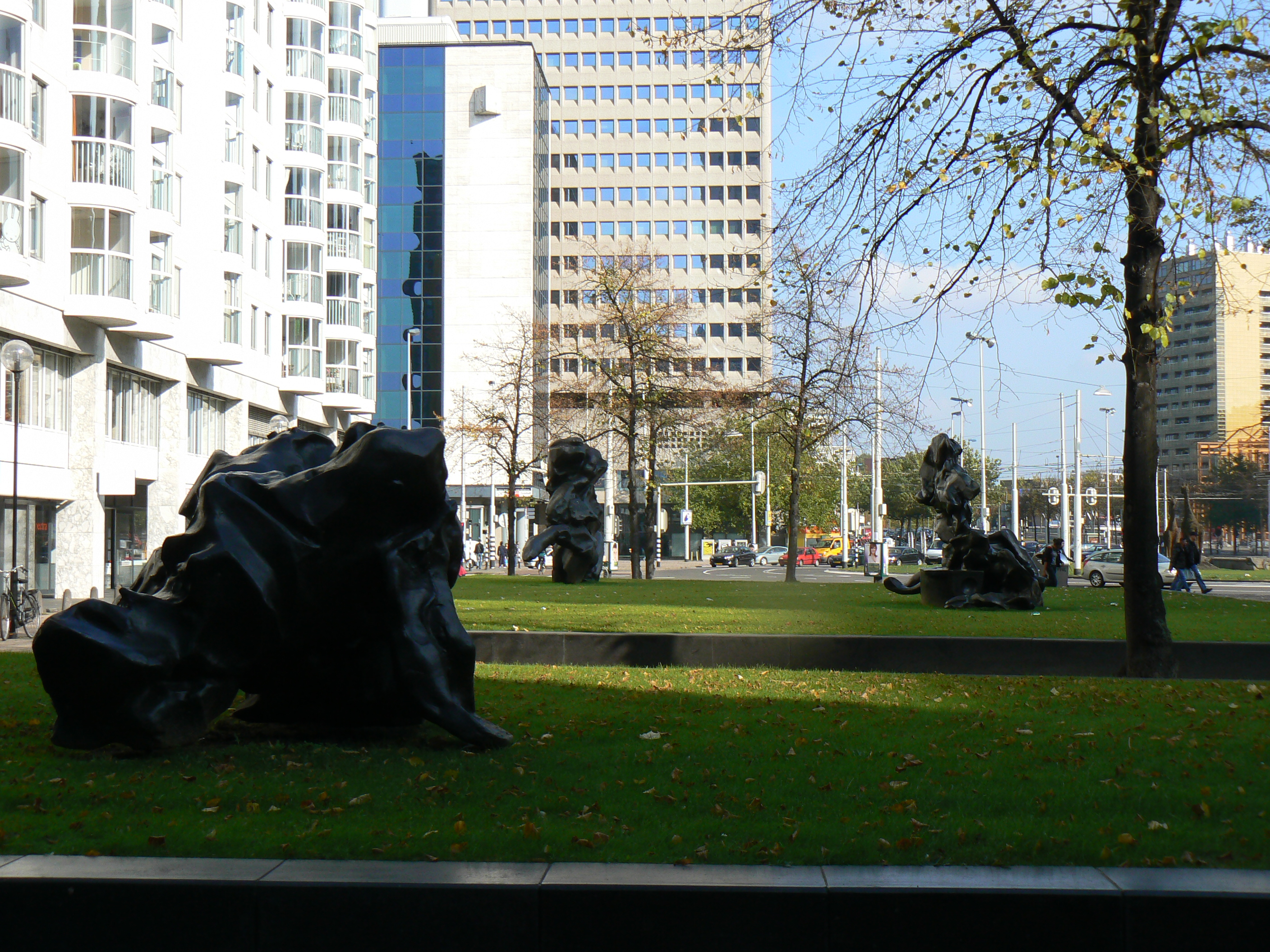
De Kooning három szobra Rotterdamban

- Figure And Landscape No. 2. (=Alak és Táj No. 2.) (1951)
- Woman (=Nő) (1953)
- Nő II. (1952)[16]
- Nő III. (1952–53) (Olaj, vászon, 171x121 cm, magántulajdonban)
- Nő V. (1952–53)
- Kompozíció (1955)
- Nápolyi ég (1958)
- Villa Borghese (1960)

## Művészete
Egyrészt a holland és a flamand expresszionizmus hatott rá, melyet a színek keménysége, fanyarsága és a mozdulatok indulatos erőszakossága jellemez, másrészt táplálkozott az ő művészete a neoplaszticizmusból, melyből a szigorú képszerkesztést és a mozdulatok architektonikus felépítésének igényét őrizte meg. De Kooning plasztikai síkon vállalta az absztrakt expresszionizmust, egyik leghíresebb festmény-sorozata A nők c., amelyet az 1940-es évek végén és az 1950-es évek elején festett. A sorozatból a Nő III. c. festményét, amelyet 1953-ban festett, a világ legdrágább festményei közt tartják számon. Híres Alak És Táj (Figure And Landscape) c. sorozata is, melynek darabjai szintén 1950 körül keletkeztek.

## Kitüntetés
- Művészetek és Irodalmak Amerikai Akadémiájának Aranymedálja (1975)